# Піпін Італійський
Піпін (773—8 липня 810) — король лангобардів (король Італії) між 781 та 810 роками.

## Життєпис
Третій син Карла Великого та другий з його дружиною Гільдегардою. Коли він народився, то йому дали ім'я Карломан, проте після того як його брат Піпін Горбатий зрадив своєму батькові, королівське ім'я «Піпін» перейшло до нього. Став королем Італії у 781 після завоювання батьком Лангобардського королівства, був коронований папою Адріаном I.
Він був активним правителем Італії, працював задля розширення імперії франків. У 791 разом з лагобардським військом вирушив у долину Драви й розорив Паннонію, тоді як його батько рушив вздовж Дунаю в землі аварів. Карл Великий повернувся, щоб втихомирити повстання саксонців у 792. Піпін і герцог Фріульський Ерік захопили аварські укріплення. Велике кільце аварів було захоплене франками.
Упродовж 6 місяців у 810 безуспішно тримав облогу Маламокко (тодішньої резиденції Венеційського дожа). Облога була припинена через хвороби в армії Піпіна, які спричинили як антисанітарні умови, так і тривале перебування армії серед боліт, що оточували Венецію. Через декілька місяців після цього Піпін помер.
Був одружений з Бертою, дочкою Вільгельма, графа Тулузького, мав 5 дочок з нею.